# Yasovarman Ier

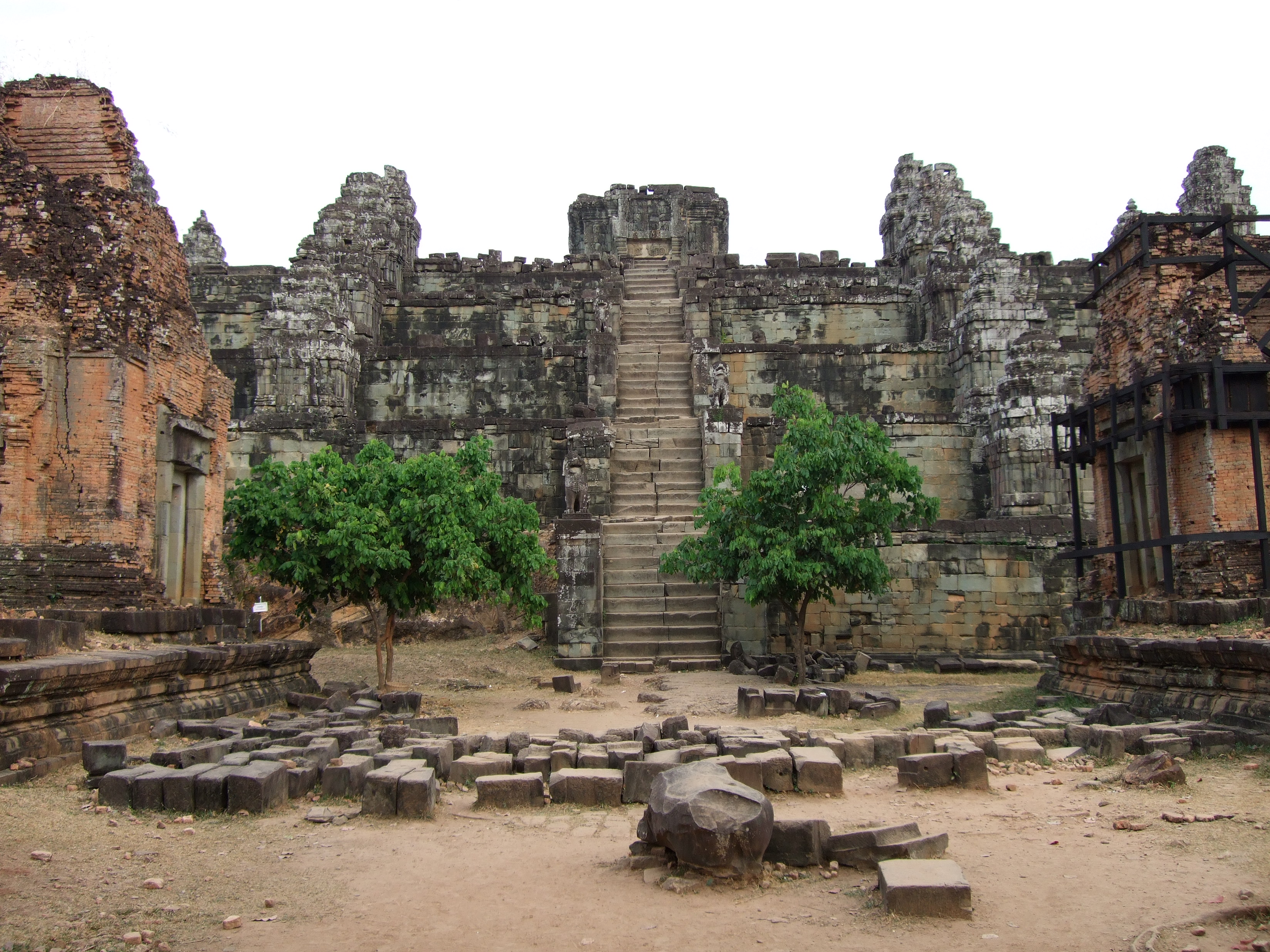
Vue du Phnom Bakheng (2008).

Yasovarman Ier (Paramasivaloka) (889-910) est un roi qui a régné sur l'Empire khmer de 889 à 910 apr. J.-C.

## Origine
Fils d'Indravarman Ier et de la reine Indradevi.

## Règne
Il est réputé avoir inventé une écriture khmère. 
Après avoir construit son temple aux ancêtres sur une île au centre du Baray de Lolei, Yasovarman Ier établit sa capitale à Angkor, qui prendra d’abord son nom (Yasodharapura), appellation qu’elle conservera jusqu’au XIIIe siècle. Il donne également son nom au Baray oriental (Yasodharatataka) dont son père avait débuté les travaux et qu’il achèvera. Il construit son temple d'État sur le Phnom Bakheng et sur les deux autres collines environnantes (Phnom Bok et Phnom Krom) deux groupes de trois temples, chacun dédié à une des divinités de la trimūrti (Brahmā, Vishnou et Shiva). Il couvre également son royaume d’Âshrama qui font autant office de gîtes d’étape pour les voyageurs que de monastères, tous bâtis sur le même modèle et qui vont s’étendre de Vat Phou (de nos jours au Laos) au nord à la région de Kampot au sud, en passant par Prey Veng et Prachinburi (actuellement en Thaïlande),
Certaines légendes racontent qu'il est mort de la lèpre.